# La noche de los dones
"La noche de los dones" es un cuento del escritor argentino Jorge Luis Borges que integra El libro de arena, colección de cuentos y relatos publicada en 1975.
Se trata del sexto cuento de ese volumen. Borges dice de este relato, en su Epílogo: "es tal vez el relato más inocente, más violento y más exaltado que ofrece este volumen."

## Sinopsis
Un hombre anciano relata una historia a un grupo de personas reunido en una confitería. En su relato es joven y está veraneando en Lobos. Un amigo mayor que él, Rufino, lo invita a una pulpería. En esa pulpería hay una mujer extraña que llaman la Cautiva, a quien le piden que cuente su historia.
El relato de la Cautiva habla de la amenaza de los malones del indio en su infancia, y cuando llega al punto en que es atacada por un malón, irrumpe en la pulpería Juan Moreira.
La Cautiva ayuda a esconderse al hombre del relato y cuando finalmente éste sale de su escondite ve cómo un sargento de policía da muerte a Juan Moreira. El hombre afirma haber conocido esa noche el amor y la muerte.
- Datos: Q5967549